# Ibis
Ibis je české pojmenování pro všech 12 rodů ptáků podčeledi ibisi (nebo také ibisové) patřících do čeledi ibisovitých, která je zatříděna do řádu brodiví a pelikáni. Druhou, sesterskou podčeledí jsou kolpíci.
Ibisové se na první pohled liší od kolpíků tvarem zobáku: ibisi mají zobák tenký, dlouhý a směrem dolů mírně srpovitě zahnutý, zatímco kolpíci mají konec dlouhého zobáku lopatkovitě rozšířený.

## Popis
Ibisi jsou ptáci velcí až 110 cm a vážící až 4,5 kg. Sexuální dimorfismus se projevuje pouze ve velikosti, samci bývají větší. Peří je barvy bílé, černé, šedě hnědé nebo je zbarveno šarlatově; u dospělců mívají tmavší barvy kovový lesk. Na hlavě a krku bývají některé druhy neopeřené a jsou tam patrny kožovité záhyby. Oči umožňují binokulární vidění. Na spodní čelisti jsou vývody žlázy odvádějící nadbytečnou sůl získanou při krmení ve slané vodě. Hlasivky nejsou funkční, ptáci většinou vydávají zvuky jen klapáním zobáku.
Křídla jsou silná a dlouhá, v rozpětí dosahují až 120 cm. Ocas je naopak krátký. Dlouhé, do poloviny délky opeřené nohy jsou mezi prsty opatřeny plovacími blánami.
Ptáci dokáží dobře plachtit, za letu mají natažený krk; létají ve velkých hejnech.

## Potrava
Ptáci se živí drobnějšími živočichy, které sbírají v mělkých vodách, jsou to např. drobné ryby, korýši, plži, žáby, hmyz a kroužkovci. Druhy žijící daleko od vody loví na vlhkých loukách i obdělávaných polích hlavně hmyz a drobné savce, ostrým zobákem je vybírají i zpod povrchu půdy.

## Rozmnožování
Hnízdí ve velkých koloniích, často i s příbuznými ptáky. Jsou sezónně monogamní, po nezbytných námluvách utvoří pár a společně stavějí hnízdo, střídají se při sezení na 2 až 5 vejcích a při krmení neopeřených mláďat. Ta se líhnou po 3 až 4 týdnech; hnízdo opouštějí v závislosti na druhu za 6 až 8 týdnů.

## Výskyt
Ibisi žijí hlavně v subtropech nebo v tropech na obou polokoulích. Až na výjimky obývají nejčastěji bažinatá prostředí u vnitrozemských nebo brakických vod širokých říčních ústí, mořských lagun a mangrovů. Do České republiky, kde žádný ibis nehnízdí, výjimečně zalétá ibis hnědý.

## Taxonomie
Podčeleď ibisi se dělí do 12 recentních rodů s 26 druhy. Všechny rody nesou české jméno ibis.
- rod Bostrychia
  - ibis etiopský (Bostrychia carunculata)
  - ibis hagedaš (Bostrychia hagedash)
  - ibis kropenatý (Bostrychia rara)
  - ibis menší (Bostrychia olivacea)
- rod Cercibis
  - ibis dlouhoocasý (Cercibis oxycerca)
- rod Eudocimus
  - ibis bílý (Eudocimus albus)
  - ibis rudý (Eudocimus ruber)
- rod Geronticus
  - ibis jihoafrický (Geronticus calvus)
  - ibis skalní (Geronticus eremita)
- rod Lophotibis
  - ibis madagaskarský (Lophotibis cristata)
- rod Mesembrinibis
  - ibis lesní (Mesembrinibis cayennensis)
- rod Nipponia
  - ibis čínský (Nipponia nippon)
- rod Phimosus
  - ibis tmavý (Phimosus infuscatus)
- rod Plegadis
  - ibis americký (Plegadis chihi)
  - ibis andský (Plegadis ridgwayi)
  - ibis hnědý (Plegadis falcinellus)
- rod Pseudibis
  - ibis běloramenný (Pseudibis davisoni)
  - ibis bradavičnatý (Pseudibis papillosa)
  - ibis obrovský (Pseudibis gigantea)
- rod Theristicus
  - ibis běločelý (Theristicus caerulescens)
  - ibis bělokřídlý (Theristicus caudatus)
  - ibis šedokřídlý (Theristicus melanopis)
- rod Threskiornis
  - ibis australský (Threskiornis moluccus)
  - ibis černohlavý (Threskiornis melanocephalus)
  - ibis posvátný (Threskiornis aethiopicus)
  - ibis žlutokrký (Threskiornis spinicollis)

Podle IUCN jsou ibis skalní a ibis běloramenný považováni za kriticky ohrožený druh, ibis čínský za ohrožený druh a ibis jihoafrický za zranitelný druh.

## Chov v zoo
V evropských zoologických zahradách bylo historicky chováno 20 z 26 druhů ibisů – chován nebyl ibis menší, ibis dlouhoocasý, ibis lesní, ibis tmavý, ibis běloramenný a ibis obrovský. V evropských zoo již není chován např. ani ibis bradavičnatý (prvně v Evropě odchován roku 1967 ve Frankfurtu nad Mohanem, do r. 1986 chovaný také v Zoo Praha). V současné době (stav jaro 2020) je chováno 15 druhů. Stejný údaj platí dlouhodobě, např. na podzim 2018 i v roce 2011. Nejvíce zastoupeni jsou ibis posvátný a ibis rudý (v takřka 200 zoologických zařízeních). Ve více než 100 evropských zoo je chován také v přírodě kriticky ohrožený ibis skalní. Ostatní druhy jsou v chovech spíše raritní.
Největší kolekci ibisů z evropských zoo – celkem deset druhů – mají v Zoo Praha. Devět druhů chovají ve francouzském zařízení Parc des Oiseaux ve Villars-les-Dombes. Osm druhů je chováno v Zoo Plzeň a v Německu ve Weltvogelparku Walsrode.

### Chov v Zoo Praha
Zoo Praha patří mezi přední evropské chovatele ibisů. Na jaře 2020 chovala nejvíce druhů ze všech evropských zařízení. Na konci roku 2017 se v její kolekci nacházelo celkem osm druhů. V průběhu roku 2018 přibyl ještě ibis madagaskarský. Na konci roku 2018 bylo v Zoo Praha chováno devět druhů v počtu 82 jedinců. V roce 2018 byla odchována mláďata u čtyř druhů. V únoru 2020 byl dovezen ibis americký. V březnu 2020 tak zoo chovala těchto deset druhů:
- ibis hagedaš
- ibis bílý
- ibis rudý
- ibis skalní
- ibis madagaskarský
- ibis americký
- ibis hnědý
- ibis šedokřídlý
- ibis černohlavý
- ibis žlutokrký